# Serratia
Serratia é um gênero de bactéria Gram-negativa, anaeróbia facultativa. É um bacilo da família Enterobacteriaceae cuja espécie mais comum é a S. marcescens, que normalmente causa infecção nosocomial. Porém, existem relatos de cepas de S. plymuthica, S. liquefaciens, S. rubidaea e S. odoriferae que causaram doenças. Membros deste gênero produzem pigmento vermelho característico e podem ser distinguidos de outros gêneros pertencentes à família das Enterobacteriaceae pela produção de três enzimas: DNase, lipase e gelatinase.
Em hospitais, espécies do gênero Serratia tendem a colonizar o trato respiratório e urinário ao invés do gastrointestinal, em adultos.
Infecções por Serratia são responsáveis por aproximadamente 2% das infecções nosocomiais no trato respiratório baixo, trato urinário, sangue, feridas cirúrgicas, pele e mucosas em pacientes adultos. 
Serratia pode causar endocardite e osteomielite em vicíados em heroína.
O gênero Serratia pode ser encontrado em alimentos, água e plantas e sua patogenicidade é reconhecida desde os anos 60. A Serratia marcescens é a espécie isolada com maior freqüência, sendo a Serratia liquefaciens mais rara, encontrada em casos de infecção relacionada à lente de contato e transfusão de sangue contaminado. O presente resumo, relata surto de infecção por este agente, possivelmente relacionado à contaminação do esfigmomanômetro utilizado para calibração do sistema de monitorização hemodinâmica.
Os sistemas de monitorização de pressão intravascular são amplamente empregados na avaliação hemodinâmica de pacientes graves. Estes sistemas são constituídos de um cateter com fluido, conectado com o espaço intravascular do paciente e um transdutor eletrônico, que transforma a pressão do fluido em impulsos elétricos, captados por um monitor. Estes sistemas recebem infusão para prevenir a formação de coágulos e devem ser calibrados periodicamente. Surtos hospitalares foram relacionados à contaminação do líquido infundido, detergentes e desinfetantes empregados, gelo utilizado no resfriamento das seringas, artigos usados para sua calibração e aos próprios transdutores, descartáveis ou não.
De acordo com o Guia de Prevenção de Infecção Relacionada ao Acesso Vascular coordenado pelo CDC/HICPAC, são recomendadas as seguintes medidas preventivas: os transdutores devem ser substituídos rotineiramente a cada 96 horas ou 24 a 48 horas após o início de antibioticoterapia para sepse; uso de equipamentos estéreis, incluindo os transdutores e sistema de calibração; evitar utilização deste sistema para coleta de sangue; preferir sistemas fechados de infusão para prevenir formação de coágulo.
A equipe do Doutor Harnett descreveu um surto de infecção por Serratia liquefaciens, relacionada a contaminação do sistema de hemodinâmica, na UTI do Whiston Hospital, entre outubro e dezembro de 1999. Neste surto foram envolvidos 11 pacientes, sendo que em sete deles a bactéria foi isolada na corrente sangüínea, em dois pacientes foi identificada no acesso vascular e em três episódios, o isolamento ocorreu em ambas as topografias. Todas as cepas tinham perfil de sensibilidade semelhante e por biologia molecular, foram identificadas como tendo origem comum.
A investigação do surto iniciou por uma análise do período de internação dos pacientes envolvidos, concluindo-se que sempre houve concomitância de pelo menos dois casos internados, sugerindo a possibilidade de transmissão cruzada. A revisão das práticas de higiene e precaução pode identificar inúmeros pontos para correção: foi proibida a utilização de creme para higiene pessoal; soluções de múltiplas doses de heparina e de insulina, que eram compartilhadas por vários pacientes e ficavam abertas em temperatura ambiente, foram rotuladas, individualizadas e conservadas sob refrigeração. Embora seis pacientes evolvidos tivessem recebido NPP, ela não foi fator de risco significativo para o surto, pois nenhum caso foi observado fora da unidade, embora a NPP fosse empregada.
De acordo com os autores, o isolamento dos microrganismos apenas em corrente sangüínea ou acesso vascular, sugere que o sistema de monitorização hemodinâmica possa ser uma das fontes. Revisando as técnicas empregadas, eles observaram que os cateteres e transdutores eram descartáveis, a infusão do fluíido lubrificante era por um sistema contínuo e a calibração era realizada diariamente por técnicos de enfermagem usando um esfigmomanômetro conectado a uma seringa de 20 ml por uma torneirinha de três vias que permitia eventual contato do fluido do tubo conector com a seringa. Ela era deixada em temperatura ambiente, compartilhada por todos os pacientes e não havia controle quanto ao seu período de uso. Além disso, o profissional responsável pela calibração não lavava as mãos entre os procedimentos. Na unidade os cateteres e os transdutores eram trocados rotineiramente ou na presença de sinais indicativos de sepse.
Para identificação da fonte, foram coletadas amostras do creme; sabão presente no dispensador; torneira; heparina e insulina contida nos frascos multi-doses em uso; esfigmomanômetro utilizado para calibração; sistema de calibração do equipamento, principalmente da seringa, cateter que conectava a torneirinha à seringa e da própria torneirinha. AS. liquefaciens foi identificada em duas seringas empregadas em um paciente; em seis casos tanto na seringa como no tubo conector e em outros dois casos apenas no tubo conector. Não foi isolada em nenhuma das outras fontes pesquisadas, inclusive no esfigmomanômetro, no qual foram identificadas culturas de Acinetobacter. Este agente foi transferido para a seringa de calibração em sete pacientes em um único dia, embora nenhum caso de infecção tenha sido relatado, demonstrando o risco potencial desta fonte, segundo o autor. A aplicação de álcool no esfigmomanômetro bloqueou o crescimento do agente. A inoculação experimental de culturas de S. liquefaciens no esfigmomanômetro, demonstrou a sobrevivência do agente acima de cinco dias.

Segundo relato dos autores, estes dados tornam bastante provável o papel do esfigmomanômetro como fonte de contaminação cruzada, embora eles não possam excluir a contaminação das mãos da equipe durante a calibração. Os autores substituíram o metido manual de calibração por um transdutor pneumático que elimina a necessidade do contato de solução salina e o possível refluxo para seringa. Além disso, também foi instituída a desinfecção do tubo de conexão com álcool entre os exames. Os autores concluem que: "esta investigação do surto revelou várias falhas nas práticas de controle de infecção.... a investigação foi prejudicada por limitações nas técnicas e meios enriquecidos empregados para coleta de material, dando uma falsa segurança pelos resultados obtidos nas culturas".